# Grachan Moncur III
Grachan Moncur III (New York, 3 juni 1937 – Newark (New Jersey), 3 juni 2022) was een Amerikaanse jazztrombonist. Hij was de zoon van jazzcontrabassist Grachan Moncur II en de neef van jazzsaxofonist Al Cooper.

## Biografie
Grachan Moncur groeide op in Newark, New Jersey. Toen hij negen was begon hij op de cello, twee jaar later stapte hij over op de trombone. In zijn highschool-tijd ging hij naar het Laurinburg Institute in North Carolina, dezelfde privéschool waar Dizzy Gillespie had gestudeerd. In die tijd speelde hij al met toerende jazzmusici, waaronder Art Blakey en Jackie McLean, met de laatste zou hij goede vrienden worden.
Na zijn schooltijd toerde hij met Ray Charles (1959–'62), Art Farmer en Benny Golson's Jazztet (1962), en Sonny Rollins. Hij speelde mee op twee klassiek geworden platen van Jackie McLean:  One Step Beyond en Destination... Out!. Hij droeg voor deze albums de meeste composities aan, en een en ander leidde tot twee eigen, belangrijke, albums voor Blue Note Records, Evolution (1963) met Jackie McLean en Lee Morgan, en Some Other Stuff (1964) met Herbie Hancock en Wayne Shorter.
Moncur speelde in Archie Shepps groep en nam op met andere avant garde-musici als Marion Brown, Beaver Harris en Roswell Rudd (eveneens een grote trombonist in de free jazz). Tijdens een verblijf in Parijs in 1969 nam hij als leider twee albums op voor het bekende platenlabel BYG Actuel: New Africa en Aco Dei de Madrugada, tevens was hij sideman op veel andere releases van het label. In 1974 gaf het Jazz Composer's Orchestra hem een opdracht een groot werk te schrijven: Echoes of Prayer, een jazzsymfonie voor een orkest met vocalisten en jazzsolisten. Zijn zesde album als leider, Shadows (1977), kwam alleen in Japan uit. Hierna werd hij geplaagd door gezondheidsproblemen en copyright-issues en nam hij slechts weinig op. In de jaren 80 nam hij op met Cassandra Wilson (1985), speelde hij af en toe met de Paris Reunion Band en Frank Lowe, verscheen hij op John Pattons Soul Connection (1983) en gaf hij zijn aandacht vooral aan lesgeven. In 2004 kwam hij met een nieuw album (Exploration), uitgekomen op Capri Records. Hierop stonden eigen composities, gearrangeerd door Mark Masters voor een octet met onder meer Tim Hagans en Gary Bartz.
Moncur stierf aan een hartstilstand op 3 juni 2022, zijn 85e verjaardag.

## Discografie

### As a leader
- Evolution (Blue Note, 1963)
- Some Other Stuff (Blue Note, 1964)
- The New Breed (The Dedication Series/Vol.VXIII) Sides C and D-1 (Impulse! Records, 1978 [opgenomen in 1965])
- New Africa (BYG Actuel, 1969)
- Aco Dei de Madrugada (One Morning I Waked Up Very Early) (BYG Actuel, 1969)
- Echoes of Prayer (JCOA, 1974)
- Shadows (Denon Records, 1977)
- Exploration (Capri, 2004)
- Inner Cry Blues (Lunar Module, 2007)

### Als 'sideman'
met Marion Brown:
- Juba-Lee (Fontana, 1966)
- Three for Shepp (Impulse!, 1967)

met Dave Burrell:
- Echo (BYG Actuel, 1969)
- La Vie de Bohème (BYG Actuel, 1970)

met Benny Golson:
- Here and Now (Mercury Records, 1962) - met Art Farmer
- Another Git Together (Mercury, 1962) - met Art Farmer
- Pop + Jazz = Swing (Audio Fidelity, 1962) - ook uitgebracht als Just Jazz!
- Stockholm Sojourn (Prestige Records, 1965)

met Herbie Hancock:
- My Point of View (Blue Note, 1963)

met Beaver Harris:
- Safe (Red, 1979)
- Beautiful Africa (Soul Note, 1979)
- Live at Nyon (Cadence Jazz, 1981)

met Joe Henderson:
- The Kicker (Milestone (platenlabel), 1967)

met Khan Jamal:
- Black Awareness (CIMP, 2005)

met Frank Lowe:
- Decision in Paradise (Soul Note, 1985)

met Jackie McLean:
- One Step Beyond (Blue Note, 1963)
- Destination... Out! (Blue Note, 1964)
- 'Bout Soul (Blue Note, 1967)
- Hipnosis (Blue Note, 1967)

met Lee Morgan:
- The Last Session (Blue Note, 1971)

met Butch Morris:
- In Touch... but out of Reach (Kharma Records, 1982)

met Sunny Murray:
- Hommage to Africa (BYG Actuel, 1969)

met Sunny Murray, Khan Jamal en Romulus:
- Change of the Century Orchestra (JAS, 1999)

met Paris Reunion Band:
- For Klook (Gazell Records, 1987)

met William Parker:
- In Order to Survive (Black Saint Records, 1995)

met John Patton:
- Soul Connection (Nilva, 1983)

met The Reunion Legacy Band:
- The Legacy (Early Bird, 1991)

met Roswell Rudd en Archie Shepp:
- Live in New York (Verve Records, 2001)

met Archie Shepp:
- Mama Too Tight (Impulse!, 1966)
- The Way Ahead (album) (Impulse!, 1968)
- Poem for Malcolm (BYG Actuel, 1969)
- For Losers (Impulse!, 1970)
- Things Have Got to Change (Impulse!, 1971)
- Live at the Pan-African Festival (BYG Actuel, 1971)
- Life at the Donaueschingen Festival (MPS, 1972)
- Kwanza (Impulse!, 1974)
- Freedom (JMY, 1991)

met Wayne Shorter:
- The All Seeing Eye (Blue Note, 1965)

met Alan Silva:
- Luna Surface (BYG Actuel, 1969)

met Clifford Thornton:
- Ketchaoua (BYG Actuel, 1969)

met Chris White:
- The Chris White Project (Muse Records, 1993)

met Cassandra Wilson:
- Point of View (JMT, 1986)